# Steven Bowditch
Steven Bowditch (Newcastle, 8 juni 1983) is een Australisch golfprofessional die momenteel speelt op de Amerikaanse PGA Tour en de Australaziatische PGA Tour.

## Loopbaan
Voordat hij een golfprofessional werd in 2001, was hij een goed golfamateur en won een keer het Australisch Amateur.
In zijn eerste jaren als golfprofessional speelde hij op de "Von Nida Tour", een opleidingsgolftour van de Australaziatische PGA Tour en speelde ook af en toe op de Nationwide Tour, een opleidingstour van de Amerikaanse PGA Tour. In 2005 behaalde hij zijn eerste profzege door het Jacob's Creek Open Championship te winnen. Het toernooi telde ook mee voor de Australaziatische PGA Tour.
In 2009 behaalde hij op de Australaziatische Tour zijn tweede profzege door het Cellarbrations Queensland PGA Championship te winnen. In 2010 won hij twee golftoernooien: het Cellarbrations New South Wales PGA Championship en de Soboba Golf Classic.
Op 30 maart 2014 behaalde Bowditch op de Amerikaanse Tour zijn eerste zege door het Valero Texas Open te winnen.

## Erelijst

### Amateur
- 2001: Australisch Amateur

### Professional
Amerikaanse PGA Tour
| Nr. | Datum         | Toernooi          | Score           | Score | Info |
| --- | ------------- | ----------------- | --------------- | ----- | ---- |
| 1   | 30 maart 2014 | Valero Texas Open | 69-67-68-76=280 | –8    |      |

Australaziatische PGA Tour
| Nr. | Datum            | Toernooi                                        | Score           | Score | Info                                  |
| --- | ---------------- | ----------------------------------------------- | --------------- | ----- | ------------------------------------- |
| 1   | 20 februari 2005 | Jacob's Creek Open Championship                 | 67-67-72-71=277 | –11   | Telde ook mee voor de Nationwide Tour |
| 2   | 8 november 2009  | Cellarbrations Queensland PGA Championship      | 64-64-63-69=260 | –28   |                                       |
| 3   | 8 mei 2010       | Cellarbrations New South Wales PGA Championship | 64-68-64-67=263 | –17   |                                       |

Nationwide Tour
| Nr. | Datum            | Toernooi                        | Score           | Score | Info                                             |
| --- | ---------------- | ------------------------------- | --------------- | ----- | ------------------------------------------------ |
| 1   | 20 februari 2005 | Jacob's Creek Open Championship | 67-67-72-71=277 | –11   | Telde ook mee voor de Australaziatische PGA Tour |
| 2   | 3 oktober 2010   | Soboba Golf Classic             | 70-64-63-68=265 | –19   |                                                  |